# Jacob Mann
Pour les articles homonymes, voir Mann.
Jacob Mann, né le 26 août 1888 à Przemyśl et mort le 23 octobre 1940 est un rabbin réformé et historien du XXe siècle. Professeur au Hebrew Union College de Cincinnati (Ohio), il y a enseigné l'histoire juive et le Talmud.

## Principaux travaux

### Études sur la liturgie
Au cours de son étude sur les manuscrits de la Guenizah du Caire (un entrepôt de documents sacrés et profanes, utilisé depuis le XIXe siècle comme ressource historique), Jacob Mann a pu s'intéresser au cycle de lecture trisannuel de la Torah. Dans cette tradition, aujourd’hui disparue mais indiquée dans les marges des manuscrits massorétiques de la Torah, la lecture de la Torah se fait en un peu plus de trois ans, et non en selon le cycle annuel en vigueur de nos jours. Pour chaque section de lecture (seder, sidra ou parasha), des manuscrits de la gueniza ont conservé la trace de la haftarah (péricope prophétique) qui était lue en même temps. 
Jacob Mann montre d’abord que le principe à l’œuvre dans le choix d’une haftara n’est pas seulement l'existence d'un thème commun avec la parasha, mais aussi celle d’un contact lexical (un ou plusieurs termes communs). Si les listes de haftarot ne sont pas toujours identiques, et qu’il est certain qu’une certaine souplesse présidait au choix de la haftara, l’existence d’un contact lexical serait un principe à peu près constant. 
Il démontre ensuite que les petiḥôt (les « ouvertures, » c'est-à-dire, dans ce cas, les citations bibliques initiales dans un midrash homilétique), ont aussi un lien direct avec une haftara implicite. Dans son commentaire systématique des petiḥôt portant sur la Torah (de Genèse 1 à Nombres 5), il doit parfois supposer une haftara qui n’est pas autrement attestée, mais sa démonstration est particulièrement probante quand cette haftara est précisément attestée par les manuscrits de la gueniza. Ainsi, pour le verset de Genèse 3:22, au début du troisième seder, Bereshit Rabba (ch. 21) donne trois ouvertures l’une après l’autre. Le commentaire s’efforce de rattacher ces textes au verset de la Genèse mais il ne semble pas y avoir de connexion directe, thématique ou lexicale, avec le verset cité de la péricope liturgique. Par contre, chacune contient un terme commun avec la haftara Ezéchiel 28 (Ez. 28:13-19&25 selon les listes retrouvées dans des manuscrits de la gueniza du Caire, Ez. 28:13-19 & 24-26, selon ce que déduit Mann). Les trois ouvertures ne font aucune référence directe à ce passage d’Ezéchiel, mais on peut dire qu’ils le présupposent du fait d’un mot de vocabulaire commun à chacune des péricopes, alors même que ce mot ne se trouve pas dans le seder (il s’agit, dans l’ordre des mots saint, vigne – celui-ci au verset 26 –, et voyants). Au demeurant il peut arriver qu’une petiḥâ soit tirée directement du texte de la hafTarâ indiqué par les manuscrits de la gueniza. Dans ce cas, petiḥâ et haftara ne sont pas différents (par exemple Bereshit rabba, ch. 24.1).
Le résultat de ces recherches a fait l'objet d'un livre intitulé The Bible as read and preached in the old synagogue. A study in the cycles of the readings from Torah and Prophets, as well as from Psalms, and in the structure of the Midrashic homilies. Il a connu plusieurs éditions (Cincinnati 1940, réédité à New York, Ktav Pub. House, 1971 et Cincinnati 1966, en collaboration avec Isaiah Sonne).

### Autres monographies[3]
- The Jews in Egypt and in Palestine under the Fāṭimid caliphs. A contribution to their political and communal history based chiefly on genizah material hitherto unpublished, Londres, etc. (Oxford university press), 1920 (réédité une première fois à Londres, Oxford University Press, 1969, et une seconde fois à New York, Ktav Pub. House, 1970, avec dans le titre and a second supplement to "The Jews in Egypt and in Palestine under the Fatimid caliphs.")
- Texts and studies in Jewish history and literature, 2 vol., Cincinnati (Hebrew Union College Press), 1931 (même titre édité à Philadelphie, Hebrew Press of the Jewish Publication Society of America, 1935)
- The responsa of the Babylonian Geonim as a source of Jewish history, Tel Aviv (Zion), 1970 (réédité à New York, Arno Press, 1973)

### Autres
- Changes in the divine service of the synagogue due to religious persecutions, Union College (Cincinnati), 1900, 241-310 p.
- Oaths and vows in the synoptic Gospels, 1917, s.n., s.l. (p. 260-274)
- Jesus and the Sadducean priests, The Dropsie College for Hebrew and Cognate Learning (Philadelphia), 1916, p.415-422 (Reprinted from The Jewish Quarterly Review, n.s., v.VI, no.3)
- The collected articles of Jacob Mann, Gedera (M. Shalom), 1971 (3 vol., aussi chez Behrman House, 1973)

Jacob Mann a également collaboré aux responsa émis par la Conférence centrale des rabbins américains.